# Selänpää järnvägsstation

Selänpää järnvägsstation är en järnvägsstation vid Savolaxbanan i den finländska kommunen Kouvola i landskapet Kymmenedalen. Stationen öppnades 1889. Avståndet från Kouvola järnvägsstation är cirka 20 kilometer.
Trafiken vid stationen har lagts ned.